# Pablo Íñiguez
Pablo Íñiguez de Heredia Larraz (Burgos, 20 de enero de 1994) es un futbolista español que juega como defensa en el Villarreal C. F. "B" de la Segunda División de España.

## Trayectoria
Nació en Burgos, donde su padre jugaba al baloncesto, y a los pocos meses se trasladó a Valencia. En 2003 se unió a la cantera del Villarreal C. F. El 19 de noviembre de 2011 fue convocado para un partido contra la Real Sociedad pero no disputó ningún minuto, tuvo la misma suerte días después en un partido de Liga de Campeones de la UEFA contra el Bayern de Múnich.
El 14 de enero de 2012, a una semana de cumplir los 18 años, hizo su debut profesional con el Villarreal C. F. "B" en un partido de la Segunda División contra el Fútbol Club Cartagena. El 2 de diciembre de 2012 hizo su primera aparición con el primer equipo en el partido que perdieron por 0-1 contra el Elche Club de Fútbol.
El 27 de agosto de 2013 firmó un nuevo contrato de cinco años con el Villarreal, recién ascendido a la Primera División, un año después fue cedido por una temporada al Girona F. C.
En la temporada 2015-2016 regresa para jugar con el primer equipo del Villarreal y también con el filial. El 5 de julio de 2016 se confirmó su cesión al Rayo Vallecano por una temporada.
El 11 de julio se confirma su salida al Club de Futbol Reus Deportiu y el Villarreal se guardaba una opción de compra durante los dos próximos años.

## Selección
Pablo Íñiguez ha sido internacional con las selecciones sub-17, sub-19, sub-20 y sub-21 de España.

## Clubes
| Club                                | País   | Año       |
| ----------------------------------- | ------ | --------- |
| Villarreal C. F. "C"                | España | 2011-2012 |
| Villarreal C. F. "B"                | España | 2012-2017 |
| Girona F. C. (cedido)               | España | 2014-2015 |
| Rayo Vallecano (cedido)             | España | 2016-2017 |
| C. F. Reus Deportiu                 | España | 2017-2019 |
| Hércules de Alicante C. F. (cedido) | España | 2018-2019 |
| Hércules de Alicante C. F.          | España | 2019-2021 |
| Atlético Levante U. D.              | España | 2021      |
| Villarreal C. F. "B"                | España | 2022-     |